# 毛果旱榆
毛果旱榆（学名：Ulmus glaucescens var. lasiocarpa）为榆科榆属下的一个变种。

## 扩展阅读
- 維基物種上的相關：毛果旱榆